# Platymachaerota
Platymachaerota is een geslacht van halfvleugeligen uit de familie Machaerotidae. De wetenschappelijke naam van dit geslacht is voor het eerst geldig gepubliceerd in 1918 door Schmidt.

## Soorten
Het geslacht Platymachaerota omvat de volgende soorten:
- Platymachaerota elevata Schmidt, 1918
- Platymachaerota gressiti Maa, 1963